# 北海道出版企画センター
北海道出版企画センター（ほっかいどうしゅっぱんきかくセンター）は、札幌市にある日本の出版社。主に北海道に関係する人物および事物、自然などに関する書籍などを発行・販売している。
幕末から明治時代にかけて活動した探検家 松浦武四郎研究会会誌の発行も行っており、第54号まで発行済み。

## 会社概要・沿革
会社の概要および沿革は次の通り。
- 社名：有限会社 北海道出版企画センター
- 代表取締役：野澤 緯三男

沿革
- 1971年2月 - 北海道出版企画センター 設立
- 1976年12月 - 有限会社に改組。
- 1987年12月 - 札幌市北区北18条西6丁目2-47に移転
- 1988年 - 第7回 日本地名研究賞 受賞 -『東西蝦夷山川地理取調日誌』
- 1991年 - 第4回 地方出版文化功労賞 次席受賞 -『三十七本のイナウ』
- 1992年 - 第5回 地方出版文化功労賞 受賞 -『アイヌ・フォークロア』
- 2006年 - 第22回 梓会出版文化賞 受賞

## 主な出版物
- アイヌ, 北方民族関連
  - 平山裕人『ようこそアイヌ史の世界へ - アイヌ史の夢を追う』2009年5月 2刷。ISBN 978-4-8328-0905-5。
  - 大場四千男『北海道アイヌの人類経営学序説 - 魂の響き 身体の響き』2009年4月。ISBN 978-4-8328-0904-8。
  - アイヌ語地名研究会 編『アイヌ語地名研究 10』2007年12月15日。ISBN 978-4-8328-0717-4。
  - 宇田川洋『アイヌ葬送墓集成図 - Figures of Ainu burial of remains grave collection』2007年9月10日。ISBN 978-4-8328-0710-5。
  - 因幡勝雄『アイヌ伝承ばなし集成 - 日本海・オホーツク海沿岸』2007年2月20日。ISBN 978-4832807013。
  - 氏家等 編『アイヌ文化と北海道の中世社会』2006年3月31日。ISBN 978-4832806047。
  - ニコライ・ネフスキー 著、魚井一由 訳『アイヌ・フォークロア』1991年9月。ISBN 978-4832891043。- 第5回 地方出版文化功労賞 受賞。
  - 『ギリヤークの昔話』（中村チヨ、村崎恭子、ロバート・アウステリッツ（英語版）、1992年。ISBN 4832892061
  - 服部健『服部健著作集　ギリヤーク研究論集』2000年。ISBN 483280006X

- エドウィン・ダン関連
  - 田辺安一 編『開拓使お雇い エドウィン・ダン - 札幌での仕事と生活』2009年4月。ISBN 978-4-8328-0903-1。
  - 田辺安一 編『お雇い農業教師 エドウィン・ダン - ヒツジとエゾオオカミ』1999年4月。ISBN 978-4832899032。

- 松浦武四郎関連
  - 松浦武四郎 著、佐藤淳子 訳 編『松浦武四郎 佐渡日誌 - 現代語訳』2009年12月。ISBN 978-4832809154。
  - 秋葉實 編著『松浦武四郎知床紀行』2006年11月30日。ISBN 978-4832806108。
  - 『蝦夷山川地理取調日誌』
    - 松浦武四郎 著、秋葉實 編『丁巳東西蝦夷山川地理取調日誌：安政四年. 上』（復刻版）、2001年12月。ISBN 4-8328-0110-4。- 国立国会図書館 蔵。
    - 松浦武四郎 著、秋葉實 編『丁巳東西蝦夷山川地理取調日誌：安政四年. 下』（復刻版）、2001年12月。ISBN 4-8328-0110-4。- 国立国会図書館 蔵。
    - 松浦武四郎 著、秋葉實 編『戊午東西蝦夷山川地理取調日誌. 下』1985年10月。- 国立国会図書館 蔵。
    - 松浦武四郎 著、秋葉實 編『戊午東西蝦夷山川地理取調日誌. 中』1985年7月。- 国立国会図書館 蔵。
    - 松浦武四郎 著、秋葉實 編『戊午東西蝦夷山川地理取調日誌. 上』1985年3月。- 国立国会図書館 蔵。

  - 『松浦武四郎選集』
    - 秋葉實 翻刻・編『松浦武四郎選集. 別巻』〈蝦夷家財図説竹島雑誌松浦武四郎住居の移り変わり、ほか〉2008年4月。ISBN 978-4-8328-0805-8。
    - 松浦武四郎 著、秋葉実 翻刻 編『松浦武四郎選集. 6』〈午手控. 2 12-18・外1-3(安政5年)〉2008年8月。ISBN 978-4-8328-0807-2。
    - 松浦武四郎 著、秋葉実 翻刻・編『松浦武四郎選集. 5』〈午手控. 1 1-11(安政5年)〉2007年9月。ISBN 978-4-8328-0712-9。
    - 松浦武四郎 著、秋葉実 翻刻・編『松浦武四郎選集. 4』〈巳手控. 1-7(安政4年)〉2004年6月。ISBN 4-8328-0405-7。
    - 松浦武四郎 著、秋葉実 翻刻・編『松浦武四郎選集. 3』〈辰手控. 1-8(安政3年)〉2001年10月。ISBN 4-8328-0106-6。
    - 松浦武四郎 著、秋葉実 翻刻・編『松浦武四郎選集. 2』〈蝦夷訓蒙図彙・蝦夷山海名産図会〉1997年12月。ISBN 4-8328-9711-X。
    - 松浦武四郎 著、秋葉実 翻刻・編『松浦武四郎選集. 1』〈蝦夷婆奈誌・東西蝦夷場所境取調書・下田日誌〉1996年12月。ISBN 4-8328-9607-5。

- 門崎允昭『野生動物調査痕跡学図鑑』2009年10月20日。ISBN 978-4-8328-0914-7。
- 大場四千男『経営史概説 - 石炭・綿／自動車・石油／現代産業革命　』2009年10月。ISBN 978-4-8328-0913-0。
- 加納信美編『試論 伊達林右衛門 - 伊達家文書を読む』2009年9月。ISBN 978-4-8328-0912-3。
- 榎本洋介『開拓使と北海道』2009年7月。ISBN 978-4832809079。
- 松木明知『中川五郎次とシベリア経由の牛痘種痘法』2009年6月。ISBN 978-4-8328-0909-3。
- 豊原煕司『クマと黒曜石』〈北方新書 010〉2009年2月。ISBN 978-4832809017。
- 北海道・東北史研究会 編『北海道・東北史研究 2009』〈通巻第5号〉2009年。ISBN 978-4-8328-0906-2。
- 北海道の出版文化史編集委員会 編『北海道の出版文化史 - 幕末から昭和まで』2008年12月。ISBN 978-4832808119。
- 福田正宏『極東ロシアの先史文化と北海道 - 紀元前1千年紀の考古学』2007年3月31日。ISBN 978-4-8328-0706-8。
- 北海道史研究協議会 編『北海道の歴史と文化 - その視点と展開』2006年7月8日。ISBN 978-4832806078。
- 佐藤宏之『北方狩猟民の民族考古学』〈北方新書 4〉2000年12月 初版、2008年4月25日 再版。ISBN 978-4832800090。
- 根室シンポジウム実行委員会 編『三十七本のイナウ - 根室シンポジウム「クナシリ・メナシの戦い」』1990年1月。ISBN 978-4832890107。- 第4回 地方出版文化功労賞 次席受賞。